# Чемпіонат світу з хокею із шайбою 1930
Чемпіонат світу з хокею із шайбою 1930 — 4-й чемпіонат світу з хокею із шайбою, який проходив в період з 30 січня по 10 лютого 1930 року. Матчі відбувались у Шамоні, Відні та Берліні. Це був перший окремо проведений чемпіонат світу від Олімпійського турніру.
У рамках турніру проходив 15-й чемпіонат Європи.
Турнір проходив по олімпійській системі (плей-оф). Канадська збірна вважалась фаворитом (були представленні клубом «Торонто CCMs») та не брала участі в турнірі плей-оф, канадці одразу брали участь у фінальній грі.
Через теплу зиму розтанув лід в Шамоні, це змусило перемістити турнір в Берлін до «Спортпалацу» (який мав штучну ковзанку). Крім того, матч за четверте місце був зіграний у Відні, таким чином чемпіонат світу з хокею пройшов в трьох різних країнах.

## Турнір
| Перший раунд   |        |           |   |                 |     |
| 31. Січня 1930 | Шамоні | Німеччина | – | Велика Британія | 4:2 |
| 31. Січня 1930 | Шамоні | Угорщина  | – | Італія          | 2:0 |
| 31. Січня 1930 | Шамоні | Франція   | – | Бельгія         | 4:1 |
|                |        |           |   |                 |     |
| Чвертьфінали   |        |           |   |                 |     |
| 1. Лютого 1930 | Шамоні | Польща    | – | Японія          | 5:0 |
| 1. Лютого 1930 | Шамоні | Швейцарія | – | Чехословаччина  | 3:1 |
| 1. Лютого 1930 | Шамоні | Німеччина | – | Угорщина        | 4:1 |
| 1. Лютого 1930 | Шамоні | Франція   | – | Австрія         | 1:2 |
|                |        |           |   |                 |     |
| Півфінали      |        |           |   |                 |     |
| 2. Лютого 1930 | Шамоні | Швейцарія | – | Австрія         | 2:1 |
| 2. Лютого 1930 | Шамоні | Німеччина | – | Польща          | 3:1 |
|                |        |           |   |                 |     |
| 4-е місце      |        |           |   |                 |     |
| 5. Лютого 1930 | Відень | Австрія   | – | Польща          | 2:0 |
|                |        |           |   |                 |     |
| Фінал          |        |           |   |                 |     |
| 9. Лютого 1930 | Берлін | Німеччина | – | Швейцарія       | 2:1 |

### Фінал
| 10. Лютого 1930 | Берлін | Німеччина | – | Канада | 1:6 |

## Склад чемпіонів
| Чемпіон світу 1930 Канада Четвертий титул |

Персі Тімпсон (воротар); Уоллас Адамс, Говард Армстронг, Альберт Клейтон, Гордон Грант, Джозеф Гріффін, Дональд Гатчінсон, Алекс Парк, Фредерік Радке; Лес Аллен (тренер).

## Підсумкові таблиці

### Підсумкова таблиця чемпіонату світу
|    | Канада          |
|    | Німеччина       |
|    | Швейцарія       |
| 4  | Австрія         |
| 5  | Польща          |
| 6  | Франція         |
| 6  | Угорщина        |
| 6  | Чехословаччина  |
| 6  | Японія          |
| 10 | Велика Британія |
| 10 | Італія          |
| 10 | Бельгія         |

### Підсумкова таблиця чемпіонату Європи
|   | Німеччина       |
|   | Швейцарія       |
|   | Австрія         |
| 4 | Польща          |
| 5 | Чехословаччина  |
| 5 | Угорщина        |
| 5 | Франція         |
| 8 | Велика Британія |
| 8 | Італія          |
| 8 | Бельгія         |